# Milly Reuter
Milly Reuter, all'anagrafe Mathilde Emilie Reuter (Francoforte sul Meno, 1º ottobre 1904 – Francoforte sul Meno, 30 aprile 1976), è stata una discobola e golfista tedesca, detentrice del record del mondo nel lancio del disco dal 22 agosto 1926 al 4 settembre 1927.
Nel 1928 prese parte ai Giochi olimpici di Amsterdam classificandosi quarta nel lancio del disco.
Fu anche una delle prime donne tedesche a praticare il golf con ottimi risultati, tanto da diventare campionessa nazionale di golf nel 1939.
Era sposata con l'atleta tedesco Wilhelm Dörr.

## Record nazionali
- Lancio del disco: 38,34 m  ( Braunschweig, 22 agosto 1926)

## Palmarès
| Anno | Manifestazione  | Sede      | Evento           | Risultato | Prestazione | Note |
| ---- | --------------- | --------- | ---------------- | --------- | ----------- | ---- |
| 1928 | Giochi olimpici | Amsterdam | Lancio del disco | 4ª        | 35,86 m     |      |

## Campionati nazionali
- 3 volte campionessa tedesca assoluta del lancio del disco (1925, 1926, 1928)